# 無邪気な君が愛しい
「無邪気な君が愛しい」（むじゃきなきみがいとしい）は、1995年10月25日に発売された米倉利紀10作目のシングル。発売元はパイオニアLDC。

## 解説
「SPARK」から4ヶ月ぶりのシングル。初回特典：フォトカード封入。

## 収録曲
1. 無邪気な君が愛しい
  - 作詞：真間稜　作曲：川上進一郎　編曲：フィリップ・セス
2. はだかのKNIFE
  - 作詞：松井五郎　作曲・編曲：清水信之
3. 無邪気な君が愛しい（Original Karaoke）

## 解説